# Авейро
Авѐйро (на португалски: Aveiro, произнася се по-близко до Авейру) e град в Португалия, столица на окръг Авейро (2808 km², 752 867 жители), в Централна (Centro) област и принадлежи към подобласт Долна Воуга (Baixo Vouga). Намира се на около 58 км северно от Коимбра и на около 68 км южно от Порто. Град Авейро има 60 058 жители (по данни от преброяването от 2011 г.). и е главния регион на подобласт Долна Воуга с 398 467 жители.
В Авейро се намира главното управление на кметство (município) с площ 199,77 km², раздалено на 14 общини (freguesias). Градът е важно средище, пристанище, железопътен възел, универститетски център и туристическа цел.

## Население на общината
| Население на община Авейро (1801 – 2017) | Население на община Авейро (1801 – 2017) | Население на община Авейро (1801 – 2017) | Население на община Авейро (1801 – 2017) | Население на община Авейро (1801 – 2017) | Население на община Авейро (1801 – 2017) | Население на община Авейро (1801 – 2017) | Население на община Авейро (1801 – 2017) | Население на община Авейро (1801 – 2017) | Население на община Авейро (1801 – 2017) | Население на община Авейро (1801 – 2017) | Население на община Авейро (1801 – 2017) |
| ---------------------------------------- | ---------------------------------------- | ---------------------------------------- | ---------------------------------------- | ---------------------------------------- | ---------------------------------------- | ---------------------------------------- | ---------------------------------------- | ---------------------------------------- | ---------------------------------------- | ---------------------------------------- | ---------------------------------------- |
| 1801                                     | 1849                                     | 1900                                     | 1930                                     | 1960                                     | 1981                                     | 1991                                     | 2001                                     | 2004                                     | 2006                                     | 2011                                     | 2017                                     |
| 14 144                                   | 10 780                                   | 24 919                                   | 31 644                                   | 46 055                                   | 60 284                                   | 66 444                                   | 73 335                                   | 73 626                                   | 73 559                                   | 78 450                                   | 77 630                                   |

## Образование

### Висши училища
- Университет Авейро
- други

## Спорт

### Клубове
- Бейра Мар
- др.

## Кухня
Типични ястия:

## Побратимени градове
- Аркашон, Франция от 1989 г.
- Белен, Бразилия от 1970 г.
- Бон, Германия
- Бурж, Франция от 1989 г.
- Венеция, Италия от 1998 г.
- Виана до Кастело, Португалия от 1910 г.
- Визеу, Португалия
- Инхамбане, Мозамбик от 1989 г.
- Кубатао, Бразилия от 1997 г.
- Махдия, Тунис
- Нюарк, САЩ
- Оита, Япония от 1978 г.
- Паню, Китай
- Пелотас, Бразилия от 1970 г.
- Пемба, Мозамбик от 1995 г.
- Санта Круз, Кабо Верде от 1993 г.
- Санто Антонио, Сао Томе и Принсипи
- Сиудат Родиго, Испания от 1989 г.
- Собрейро, Португалия
- Уолингфорд, САЩ
- Фарим, Гвинея-Бисау
- Форли, Италия от 1990 г.
- Чоларгос, Гърция